# Cruzeiro (arquitetura)

Representação esquemática de uma planta de catedral. O cruzeiro é a área marcada em rosa.

Cruzeiro é o espaço situado na  intersecção da nave central com o transepto nas igrejas ou catedrais cristãs que apresentam uma planta em forma de cruz romana.
Segundo a orientação típica da catedral (especialmente de estilo gótico), o cruzeiro dá acesso a Oeste à nave, a Norte ao braço norte do transepto, a Sul ao braço sul do transepto e a Este ao coro.
No exterior do edifício esta área é normalmente assinalada por uma torre-lanterna ou uma cúpula.
Nas igrejas sem transepto, cruzeiro denomina o espaço situado entre o altar-mor e a nave.